# Buena Vista (Teksas)
Buena Vista – jednostka osadnicza w Stanach Zjednoczonych, w stanie Teksas, w hrabstwie Starr.